# Victor Ambrus
Victor Ambrus, FSA FRSA (* 19. August 1935 in Budapest als László Győző Ambrus; † 10. Februar 2021) war ein ungarisch-britischer Grafiker und Illustrator.

## Leben

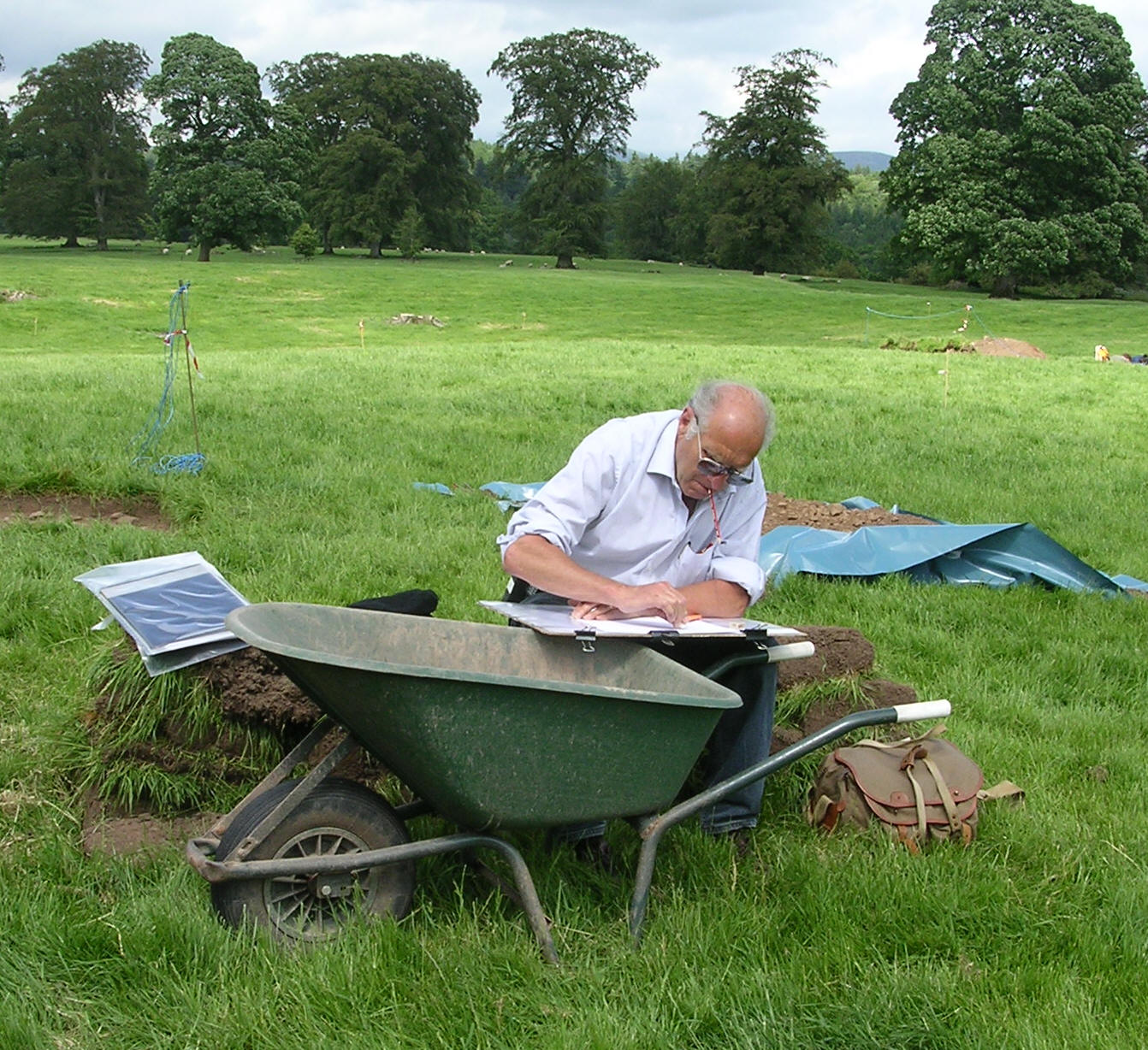
Victor Ambrus bei den Aufnahmen zu einer Folge von Time Team

László Győző Ambrus wurde 1935 in Budapest geboren, wo er 1945–1953 das Gymnasium besuchte. Anschließend begann er an der Ungarischen Akademie der Bildenden Künste Grafikdesign, Radierung sowie Stich und Schnitt zu studieren. Er beteiligte sich 1956 am Ungarischen Volksaufstand. Nach dem Einmarsch der sowjetischen Truppen beschloss er, Ungarn zu verlassen, und floh über Österreich nach England. Er nahm als Namen Victor, die englische Übersetzung von Győző, an. Die erste Zeit lebte er in einem Militärlager bei Farnham, wobei er die meiste Zeit an der Farnham School of Art verbrachte. Zwar sprach er noch kein Englisch und besuchte keine Klassen, aber er zeichnete unentwegt. Der Direktor der Kunstschule vermittelte Ambrus an das Royal College of Art, wo er finanziert durch ein Stipendium der Stiftung Calouste Gulbenkian von 1957 bis 1960 studierte.
Während des Studiums bekam er erstmals die Möglichkeit, ein Kinderbuch zu illustrieren. Durch einen glücklichen Zufall druckte das Times Literary Supplement im Rahmen der Rezension des Buches einige der Illustrationen ab. Da das Buch von Pferden handelte, erhielt Ambrus unverhofft den Ruf, Spezialist für Pferdeillustrationen zu sein, und es folgten mehrere Aufträge für Bücher in diesem Themenkreis. Später folgte eine Phase, in der Segelschiffe dominierten. Durchgehend lag Ambrus’ Interesse bei historischen Themen. Für einige Kinderbücher verfasste er auch den Text. Insgesamt schuf Ambrus für mehrere Hundert Bücher Bilder oder Texte.
In den 1990ern bot Tim Taylor, der Produzent für die geplante Archäologiefernsehserie Time Team, Ambrus eine Mitarbeit an dem Projekt an. Ambrus sollte dabei mit Illustrationen veranschaulichen, wie die Menschen am Grabungsort früher gelebt haben könnten. Bei der Serie, die über 20 Jahre lang ausgestrahlt wurde, fertigte Ambrus geschätzte ein- bis zweitausend Illustrationen an, von denen er einige in den Büchern Recreating the Past (2001) und Drawing on Archaeology (2006) veröffentlichte. Daneben illustrierte er Klassiker wie Moby Dick, Die drei Musketiere oder Der Zauberer von Oz. Er brachte auch Lehrbücher heraus und entwarf mehrere Briefmarken mit historischen Motiven. An der Farnham School of Art und der Guildford School of Art unterrichtete er Zeichnen und Illustrieren. Ambrus starb im Februar 2021 im Alter von 85 Jahren.

## Ehrungen
- 1965 Kate Greenaway Medal für The Three Poor Tailors
- 1973 Elected Fellow der Royal Society of Painter-Etchers
- 1975 Kate Greenaway Medal für Horses in Battle
- 1975 Kate Greenaway Medal für Mishka
- 1977 Fellow an der Royal Society of Arts
- 1993 Elected Member der Pastel Society
- 1994 World Wildlife Fund Prize der Society of Wildlife Artists
- 1995–1998 sowie 2004–2007 Vizepräsident der Pastel Society
- 1996 Arts Club Drawing Prize der Royal Academy of Arts
- 2010 Honorary Fellow an der Society of Graphic Fine Art
- 2019 Elected Fellow an der Society of Antiquaries of London[1][2]

## Belege
1. 1 2  Victor Ambrus 1935 - 2021. In: thepastelsociety.org.uk. Abgerufen am 18. Februar 2021 (englisch).
2. 1 2 3  Victor Ambrus PS ARCA RE FRSA FSAL Hon SGFA 1935 - 2021. In: thepastelsociety.org.uk. Abgerufen am 18. Februar 2021 (englisch).
3. ↑  Mike Pitts: Victor Ambrus: Bringing History to Life. In: British Archaeology. Juli/August 2016, S. 16–23 (englisch).
4. ↑  Victor Ambrus. In: timeteamdigital.com. 16. Februar 2021, abgerufen am 18. Februar 2021 (englisch).

| Personendaten    | Personendaten                                         |
| ---------------- | ----------------------------------------------------- |
| NAME             | Ambrus, Victor                                        |
| ALTERNATIVNAMEN  | Ambrus, László Győző (Geburtsname); Ambrus, Victor G. |
| KURZBESCHREIBUNG | ungarisch-britischer Grafiker und Illustrator         |
| GEBURTSDATUM     | 19. August 1935                                       |
| GEBURTSORT       | Budapest                                              |
| STERBEDATUM      | 10. Februar 2021                                      |